# ایزباسکن
ایزباسکن (به ازبکی: Izbaskan) یک منطقهٔ مسکونی در ازبکستان است که در شهرستان پخته‌آباد واقع شده‌است.